# Drostanolone propionate
Drostanolone propionate, hoặc dromostanolone propionate, bán dưới tên thương hiệu Drolban, Masteril, và Masteron số những người khác, là một nội tiết tố androgen và anabolic steroid (AAS) thuốc được dùng để điều trị ung thư vú ở phụ nữ nhưng bây giờ không còn bán trên thị trường. Nó được đưa ra bằng cách tiêm bắp.
Tác dụng phụ của drostanolone propionate bao gồm các triệu chứng nam tính như mụn trứng cá, tăng trưởng tóc, thay đổi giọng nói và tăng ham muốn tình dục. Nó không có nguy cơ tổn thương gan. Thuốc là một steroid tổng hợp androgen và đồng hóa và do đó là chất chủ vận của thụ thể androgen (AR), mục tiêu sinh học của androgen như testosterone và dihydrotestosterone (DHT). Nó có tác dụng đồng hóa vừa phải và tác dụng androgen yếu, tạo cho nó một tác dụng phụ nhẹ và làm cho nó đặc biệt thích hợp để sử dụng ở phụ nữ. Thuốc không có tác dụng estrogen. Drostanolone propionate là một ester androgen và là một tiền chất lâu dài của drostanolone trong cơ thể.
Thuốc nhỏ giọt propionate được mô tả lần đầu tiên vào năm 1959 và được giới thiệu sử dụng trong y tế vào năm 1961. Ngoài công dụng y tế, drostanolone propionate còn được sử dụng để cải thiện vóc dáng và hiệu suất. Thuốc là một chất được kiểm soát ở nhiều quốc gia và vì vậy sử dụng phi y tế nói chung là bất hợp pháp.

## Sử dụng trong y tế
Chỉ định lâm sàng chính của drostanolone propionate ở Hoa Kỳ cũng như thị trường quốc tế là điều trị ung thư vú không thể phẫu thuật tiên tiến ở phụ nữ.
Điều trị nội tiết tố là một phần của liệu pháp phức tạp đối với một số loại khối u, đặc biệt là các khối u liên quan đến các mô hoạt động như hormone hoặc ung thư tuyến tiền liệt. Một số loại tế bào ung thư vú, biểu hiện thụ thể estrogen (được gọi là ung thư ER+), sử dụng estrogen cho sự tăng trưởng và phổ biến của chúng. Đó là lý do tại sao các loại thuốc ngăn chặn thụ thể estrogen hoặc giảm biểu hiện của chúng trên màng tế bào, chất chống ung thư, có thể hạn chế sự lan rộng và kích thước khối u. Thuốc nhỏ giọt đã được FDA phê chuẩn  là một loại thuốc chống ung thư để điều trị ung thư vú. Vào thời điểm phát hành, không có nhiều lựa chọn thay thế cho bệnh nhân bị ung thư vú và propstanolone propionate là một cuộc cách mạng cho những bệnh nhân này. Vì nó có tỷ lệ androgen thấp hơn so với testosterone, nguy cơ nam tính hóa nhẹ hơn nhiều. Do thực tế này, phụ nữ, những người thường không đáp ứng tốt với bất kỳ AAS nào, có cơ hội sống sót cao hơn nhiều so với ung thư. Thuốc nhỏ giọt cũng có thể được sử dụng cho các khối u vú không đáp ứng tốt với các phương pháp điều trị khác hoặc chăm sóc giảm nhẹ cho các khối u không thể chữa khỏi. Tác dụng của sản phẩm tất nhiên phụ thuộc vào liều lượng và thời gian dùng thuốc. Nguy cơ virilization trở nên lớn hơn với liều cao và thời gian dùng liên tục. 
| Lộ trình / hình thức                                                | Androgen                                                                         | Liều dùng                        |
| ------------------------------------------------------------------- | -------------------------------------------------------------------------------- | -------------------------------- |
| Uống                                                                | Methyltestosterone                                                               | 30 con200 mg / ngày              |
| Uống                                                                | Fluoxymesterone                                                                  | 10 con40 mg 3x / ngày            |
| Uống                                                                | Calusterone                                                                      | 40 mg 4x / ngày                  |
| Uống                                                                | Normethandrone                                                                   | 40 mg / ngày                     |
| Tiêm <abbr title="<nowiki>Intramuscular</nowiki>">IM                | Testosterone propionate                                                          | 50 con100 mg 3x / tuần           |
| Tiêm <abbr title="<nowiki>Intramuscular</nowiki>">IM                | Testosterone enanthate                                                           | 200 sắt400 mg 1x / 2 trận4 tuần  |
| Tiêm <abbr title="<nowiki>Intramuscular</nowiki>">IM                | Testosterone cypionate                                                           | 200 sắt400 mg 1x / 2 trận4 tuần  |
| Tiêm <abbr title="<nowiki>Intramuscular</nowiki>">IM                | Methandriol (<abbr title="<nowiki>aqueous suspension</nowiki>">aq. Nghi ngờ.)    | 100 mg 3x / tuần                 |
| Tiêm <abbr title="<nowiki>Intramuscular</nowiki>">IM                | Androstanolone (<abbr title="<nowiki>aqueous suspension</nowiki>">aq. Nghi ngờ.) | 300 mg 3x / tuần                 |
| Tiêm <abbr title="<nowiki>Intramuscular</nowiki>">IM                | Thuốc nhỏ giọt propionate                                                        | 100 mg 3x / tuần                 |
| Tiêm <abbr title="<nowiki>Intramuscular</nowiki>">IM                | Nandrolone decanoate                                                             | 50 trận 100 mg 1x / 1 trận3 tuần |
| Tiêm <abbr title="<nowiki>Intramuscular</nowiki>">IM                | Nandrolone phenylpropionate                                                      | 50 con100 mg / tuần              |
| Lưu ý: Liều dùng không nhất thiết phải tương đương. Nguồn: Xem mẫu. |                                                                                  |                                  |

## Sử dụng phi y tế
Drostanolone propionate được sử dụng cho mục đích tăng cường thể chất và hiệu suất của các vận động viên, vận động viên thể hình và vận động viên nâng tạ.

## Tác dụng phụ
Thuốc nhỏ giọt propionate tạo ra sự nam hóa ít hơn đáng kể ở phụ nữ so với liều testosterone propionate tương đương. Tuy nhiên, vì liều lượng cho ung thư vú tương đối cao (300   mg), virilization nhẹ bao gồm da dầu, mụn trứng cá, làm sâu giọng nói, hirsutism và mở rộng âm vật vẫn có thể xảy ra, và virilization có thể biểu hiện bằng liệu pháp dài hạn. Thuốc không có hoạt động estrogen và do đó không có xu hướng gây ra gynecomastia (ở nam) hoặc giữ nước. Thuốc nhỏ giọt không được biết là có nguy cơ gây độc cho gan.

## Dược lý

### Dược lực học
Thuốc nhỏ giọt propionate là một tiền chất của thuốc nhỏ giọt. Giống như các AAS khác, drostanolone là một chất chủ vận của thụ thể androgen (AR). Nó không phải là chất nền cho 5α-reductase và là chất nền kém cho 3α-hydroxapseoid dehydrogenase (3α-HSD), và do đó cho thấy tỷ lệ đồng hóa cao với hoạt động của androgenic. Là một dẫn xuất của DHT, drostanolone không phải là chất nền cho aromatase và do đó không thể được aromat hóa thành các chất chuyển hóa estrogen. Trong khi không có dữ liệu có sẵn trên progestogen hoạt động của Drostanolone, nó được cho là có thấp hoặc không có hoạt động như vậy tương tự như các dẫn xuất DHT khác. Vì thuốc không được kiềm hóa 17α, nên nó không được biết là gây nhiễm độc gan.
Drostanolone propionate, thông qua dạng hoạt động của nó, có tác dụng tương tác với AR và kích hoạt một loạt các thay đổi di truyền, bao gồm tăng tổng hợp protein (đồng hóa) và giảm thoái hóa amino acid (dị hóa). Nó cũng gây ra sự giảm hoặc ức chế các thụ thể prolactin hoặc estrogen ở vú, có liên quan đến tác dụng chống ung thư của nó.

### Dược động học
Thuốc nhỏ giọt propionate không hoạt động qua đường uống và phải được tiêm qua đường tiêm bắp. Thời gian bán hủy của thuốc qua đường này là khoảng 2 ngày  Nó có thời gian bán hủy dài hơn nhiều thông qua tiêm bắp so với drostanolone. Thuốc nhỏ giọt propionate được chuyển hóa thành drostanolone, đây là dạng hoạt động.

## Hóa học
Drostanolone propionate, hoặc drostanolone 17β-propionate, là một steroid androstane tổng hợp và là một dẫn xuất của DHT. Đây là C17β propionate (propanoate) este của Drostanolone, mà chính nó là 2α-methyl-4,5α-dihydrotestosterone (2α-methyl-DHT) hoặc 2α-methyl-5α-androstan-17β-ol-3-one.
| Steroid đồng hóa | Kết cấu | Ester   | Ester                | Ester                | Ester         | Quan hệ </br> <abbr title="<nowiki>molecular weight</nowiki>">mol. cân nặng | Quan hệ </br> Nội dung <abbr title="<nowiki>androgen/anabolic steroid</nowiki>">AAS b | Thời lượng c |
| Steroid đồng hóa | Kết cấu | Chức vụ | Moiety               | Kiểu                 | Độ dài a      | Quan hệ </br> <abbr title="<nowiki>molecular weight</nowiki>">mol. cân nặng | Quan hệ </br> Nội dung <abbr title="<nowiki>androgen/anabolic steroid</nowiki>">AAS b | Thời lượng c |
| --- | ------- | ------- | -------------------- | -------------------- | ------------- | --------------------------------------------------------------------------- | ------------------------------------------------------------------------------------- | ------------ |
| Boldenone unecylenate |         | C17β    | Axit undecylenic     | Axit béo chuỗi thẳng | 11            | 1,58                                                                        | 0,63                                                                                  | Dài          |
| Thuốc nhỏ giọt propionate |         | C17β    | Axit propanoic       | Axit béo chuỗi thẳng | 3             | 1,18                                                                        | 0,84                                                                                  | Ngắn         |
| Metenolone axetat |         | C17β    | Axit etanoic         | Axit béo chuỗi thẳng | 2             | 1,14                                                                        | 0,88                                                                                  | Ngắn         |
| Metenolone làm từ thiện |         | C17β    | Axit heptanoic       | Axit béo chuỗi thẳng | 7             | 1,37                                                                        | 0,73                                                                                  | Dài          |
| Nandrolone decanoate |         | C17β    | Axit decanoic        | Axit béo chuỗi thẳng | 10            | 1,56                                                                        | 0,64                                                                                  | Dài          |
| Nandrolone phenylpropionate |         | C17β    | Axit phenylpropanoic | Axit béo thơm        | - (~ 6 trận7) | 1,48                                                                        | 0,67                                                                                  | Dài          |
| Trenbolone axetat |         | C17β    | Axit etanoic         | Axit béo chuỗi thẳng | 2             | 1,16                                                                        | 0,87                                                                                  | Ngắn         |
| Trenbolone từ thiện d |         | C17β    | Axit heptanoic       | Axit béo chuỗi thẳng | 7             | 1,41                                                                        | 0,71                                                                                  | Dài          |
| Chú thích: a = Chiều dài este trong nguyên tử carbon đối với axit béo chuỗi thẳng hoặc chiều dài gần đúng của este trong nguyên tử carbon đối với axit béo thơm.b = Hàm lượng androgen / đồng hóa tương đối tính theo trọng lượng (nghĩa là hiệu lực androgenic / đồng hóa tương đối).c = Thời gian bằng cách tiêm bắp hoặc tiêm dưới da trong dung dịch dầu.d = Không bao giờ bán trên thị trường. Nguồn: Xem bài viết cá nhân. |         |         |                      |                      |               |                                                                             |                                                                                       |              |

## Lịch sử
Thuốc nhỏ giọt và thuốc nhỏ giọt được sử dụng lần đầu tiên vào năm 1959. AAS oxymetholone và methasterone (methyldrostanolone) được mô tả lần đầu tiên trong cùng một bài báo. Thuốc nhỏ giọt được sử dụng cho mục đích y tế tại Hoa Kỳ vào năm 1961 và ở Châu Âu ngay sau đó.

## Xã hội và văn hoá

### Tên gốc
Drostanolone propionate là tên chung của thuốc và BANM của nó, trong khi dromostanolone propionate là USAN và USP; không có INN cho mẫu này. Tên chung của dạng thuốc chưa được kiểm chứng là drostanolone hoặc dromostanolone và trước đây là INN, BAN và DCF trong khi không có USAN.

### Tên biệt dược
Drostanolone propionate được bán trên thị trường dưới nhiều tên thương hiệu bao gồm Drolban, Masterid, Masteril, Masteron, Masterone, Mastisol, Metormon, Permastril và Prometholone.

### Tính khả dụng
Drostanolone propionate dường như không còn được bán trên thị trường. Nó trước đây đã có ở Hoa Kỳ, Châu Âu và Nhật Bản. Ở châu Âu, nó được bán riêng ở Anh, Đức, Bỉ, Pháp, Tây Ban Nha, Bồ Đào Nha, Ý và Bulgaria.

### Tình trạng pháp lý
Thuốc nhỏ giọt, cùng với AAS khác, là chất được kiểm soát theo lịch trình III tại Hoa Kỳ theo Đạo luật về các chất bị kiểm soát.